# Neues von Pettersson und Findus
Neues von Pettersson und Findus ist ein schwedisch-deutscher Zeichentrickfilm von 2000. Es ist der zweite Kinofilm der Pettersson-und-Findus-Reihe nach der Vorlage von Kinderbuchautor Sven Nordqvist. Regie führten Torbjörn Jansson und Albert Hanan Kaminski, Co-Regisseur war Árpád Szabó.

## Handlung
Als Pettersson Findus auffordert, den Tisch aufzuräumen, findet dieser das unfair. Gemeinsam schreiben sie einen Brief an den König, der den Streit schlichten soll.
Pettersson und Findus gehen gemeinsam auf Wandertour. Sie kommen jedoch nicht sehr weit, weil die Hühner mitkommen wollen. Nachdem sie ein Zelt errichtet haben, gehen die beiden Angeln. Pettersson hat einen riesigen Hecht am Haken, der jedoch wieder verschwindet. Am nächsten Morgen erzählt er Gustavsson eine Geschichte voller Anglerlatein. Kurz darauf kommt der Brief an, wird jedoch von den Muklas gestohlen.
Nachdem Findus eine Radio-Reportage über die russische Hündin Laika, dem ersten Lebewesen von der Erde im Weltraum, gehört hat, will Findus auch bis zum Mond fliegen. Pettersson entwirft eine Rakete und stellt im Hühnerstall den Mond nach. Als die beiden in das Spiel vertieft sind, kommen Gustavsson und Elsa hinzu und erschrecken.
Am nächsten Tag taucht Petterssons Bruder Alfred auf, der für Chaos auf dem Hof sorgt. Er ärgert unwissentlich Pettersson, Findus und auch Gustavsson. Die drei beschließen ihn zu vertreiben, in dem sie seine Angst vor Vögeln ausnutzen. Sie lassen die Hühner frei und deklarieren sie zu Wildhühnern. Gustavsson spielt ein Riesenhuhn. Panisch verlässt Alfred den Hof.
Findus freut sich auf den Zirkus und prahlt im Hühnerstall mit seinem Verwandten, dem Tiger, doch die Hühner lachen ihn nur aus. Als er gemeinsam mit Pettersson den Zirkus besucht, öffnet er das Tor zum Tigerstall. Bei der Vorstellung fehlt der Tiger. Während Gustavsson zusammen mit Zirkusfrau Fru Fellini nach dem Tiger sucht, taucht dieser bei Findus auf. Isstvan, so der Name des Tigers, stellt sich jedoch als netter Zeitgenosse heraus, der mit Findus zusammen die Hühner erschreckt und dann eine private Zirkusvorstellung gibt. Danach finden Gustavsson und Fru den Tiger und sind erleichtert.
Findus und Petersson gehen in den Wald Pfifferlinge suchen. Dabei treffen sie auf einen Jäger, der sich gerade auf Elchjagd befindet. Kurz darauf treffen sie tatsächlich auf einen Elch, der sie zunächst auf einen Baum jagt. Er frisst dann ihre Salamibrote auf. Nachdem die beiden wieder zu Hause ankommen, kommt auch der Elch vorbei und fordert laut röhrend Salamibrote. Als der Jäger sich nähert, versteckt Petersson den Elch im Haus und drapiert ihn so, dass er wie eine Jagdtrophäe aussieht. Der Jäger zieht wieder von dannen. Petersson und Findus folgen dem Elch zu einem Pfifferlingfeld.
Eine Woche ist es nun her und der Brief ist immer noch nicht aufgetaucht. Petersson und Findus gehen angeln. der König hat die beiden jedoch nicht vergessen und besucht sie mit seiner Dienerschaft, die das Haus von Findus herrichten. Als die beiden vom Angeln zurückkommen, kommt schließlich auch der König vorbei. Doch er hat sich im Plumpsklo eingesperrt und wird von Gustavsson befreit. Zusammen mit Petersson und Findus verbringt der König einen vergnüglichen Nachmittag.

## Hintergrund
Nachdem der erste Teil Pettersson und Findus aus dem Vorjahr ein Überraschungserfolg mit 1,1 Millionen Zuschauern wurde, machte sich das Team um Regisseur Albert Hanan Kaminski an die Fortsetzung. Wie sein Vorgänger ist auch Neues von Pettersson und Findus eine Art Episodenabenteuer, das aus mehreren Folgen besteht, die durch eine kleine Rahmenhandlung verbunden sind. Ebenfalls veröffentlicht wurde ein Hörspiel. Ein gleichnamiges Computerspiel hat mit dem Film nichts zu tun, wurde aber von Oetinger am 2. Februar 2001 ebenfalls veröffentlicht.
Der Film startete am 3. Oktober 2002 in den deutschen Kinos. Eine DVD-Version wurde später von Edel media & entertainment veröffentlicht. Zudem wurde der Film auch auf Video Home System veröffentlicht. Der Film spielte in Schweden am Startwochenende 82.000 US-Dollar ein. Er startete in 74 Kinosälen und spielte allein in Schweden eine halbe Million US-Dollar ein. In Deutschland sahen ihn rund 310.000 Besucher im Kino.
Harald Leipnitz, welcher im ersten Film sowie den ursprünglichen Folgen, die diesen Film bilden, die Hauptrolle gesprochen hatte, starb im November 2000. Seinen Platz nahm Achim Höppner ein, welcher ursprünglich in der Fernsehversion den Tiger gesprochen hatte. Diesen Platz wiederum nahm Reinhard Brock ein.

## Kritik
Wie der erste Film wurde auch die Fortsetzung als gute und kindgerechte Umsetzung des Kinderbuchklassikers bewertet.

„Nach dem erfolgreichen ersten Teil im Jahr 2000 gelingt dem begabten Team von Albert Hanan Kaminski wieder eine liebevolle Leinwandversion der berühmten schwedischen Kinderbuchfiguren.“

„Liebenswürdiger Zeichentrickfilm, der unaufdringlich eine ruhige, selbstgenügsame Idylle beschreibt und dabei allerlei kindliche Konfliktsituationen berührt. Die vielen ornamentalen Details und Verweise machen ihn auch für Erwachsene zu einem Vergnügen.“

## Synchronisation
Die deutsche Synchronfassung wurde von der Synchron 80 GmbH in München erstellt. Für Buch und Regie war Reinhard Brock zuständig.
| Originalrolle  | Originalsprecher | Deutscher Sprecher |
| Pettersson     | Tord Peterson    | Joachim Höppner    |
| Findus         | Kalle Lundberg   | Lilian Brock       |
| Gustavsson     | Gunnar Uddén     | Horst Raspe        |
| Prillan        | Mona Seilitz     | Anita Höfer        |
| Briefträger    | Thomas Peterson  | Kai Taschner       |
| Frau Andersson | Terese Damsholt  | Ursula Traun       |
| Alfred         | Lars Brandeby    | Hartmut Neugebauer |
| Elsa           | Meta Velander    | Doris Gallart      |
| Madame Fellini | Lena Nymam       | Dagmar Heller      |
| Tiger          | Tommy Johnson    | Reinhard Brock     |
| Zirkusdirektor | -                | Ivar Combrinck     |
| Jäger #1       | Pierre Lindstedt | Walter von Hauff   |
| Jäger #2       | Anders Öjebo     | Walter von Hauff   |
| König          | Ingvar Kjellson  | Franz Rudnick      |